# سارة فينشي
سارة فينشي (بالإنجليزية: Sarah Vinci)‏ - (مواليد 4 ديسمبر 1991)، هي لاعبة كرة سلة على الكراسي المتحركة للسيدات من أستراليا بتصنيف نقطة واحدة (أي لا حركة في الجذع)، تلعب مع فريق بيرث ويسترن ستارز في الدوري الأسترالي الوطني لكرة السلة على الكراسي المتحركة للسيدات. ظهرت لأول مرة مع منتخب كرة السلة الوطني الأسترالي للسيدات على الكراسي المتحركة، والمعروف باسم غلايدرز، في عام 2011، عندما لعبت في كأس أوساكا في اليابان. مثلت فينشي أستراليا في الألعاب البارالمبية الصيفية لعام 2012 في لندن في كرة السلة على الكراسي المتحركة، وفازت بالميدالية الفضية. ومثلت أستراليا في الألعاب البارالمبية الصيفية 2020 في طوكيو.

## الحياة الشخصية
ولدت فينشي في 4 ديسمبر 1991 في بيرث، أستراليا الغربية. مصابة بالسنسنة المشقوقة. اعتبارًا من عام 2013، تعيش فينشي في بيرث، أستراليا الغربية، وهي طالبة. لقد التحقت بالفعل بمعهد التعليم التقني والتعليم الإضافي (TAFE)، حيث حصلت على شهادة في الوسائط الرقمية. وتتطوع سارة في دور تيليثون للسينما المجتمعية للمساعدة في دعم الجمعيات الخيرية للأطفال.

## المسار المهني
فينشي هي لاعبة كرة سلة على كرسي متحرك ذات تصنيف نقطة واحدة، وهو يعني أن «حركة الجذع قليلة أو معدومة في جميع المستويات. ضعف التوازن في كلا الاتجاهين الأمامي والجانبي بشكل كبير ويعتمد اللاعبون على أذرعهم لإعادتهم إلى الوضع الرأسي عند عدم التوازن. لا يوجد دوران نشط للجذع». بدأت لعب كرة السلة على الكراسي المتحركة في عام 2006. انضمت فينشي إلى بيرث ويسترن ستارز في الدوري الوطني لكرة السلة على الكراسي المتحركة للسيدات (WNWBL) في عام 2009، وكانت مع النادي في موسم 2013. في عام 2010، فازت ببطولة الدوري للناشئين، كأس كيفن كومبس، عندما فاز فريقها على فريق نيو ساوث ويلز 63-58.

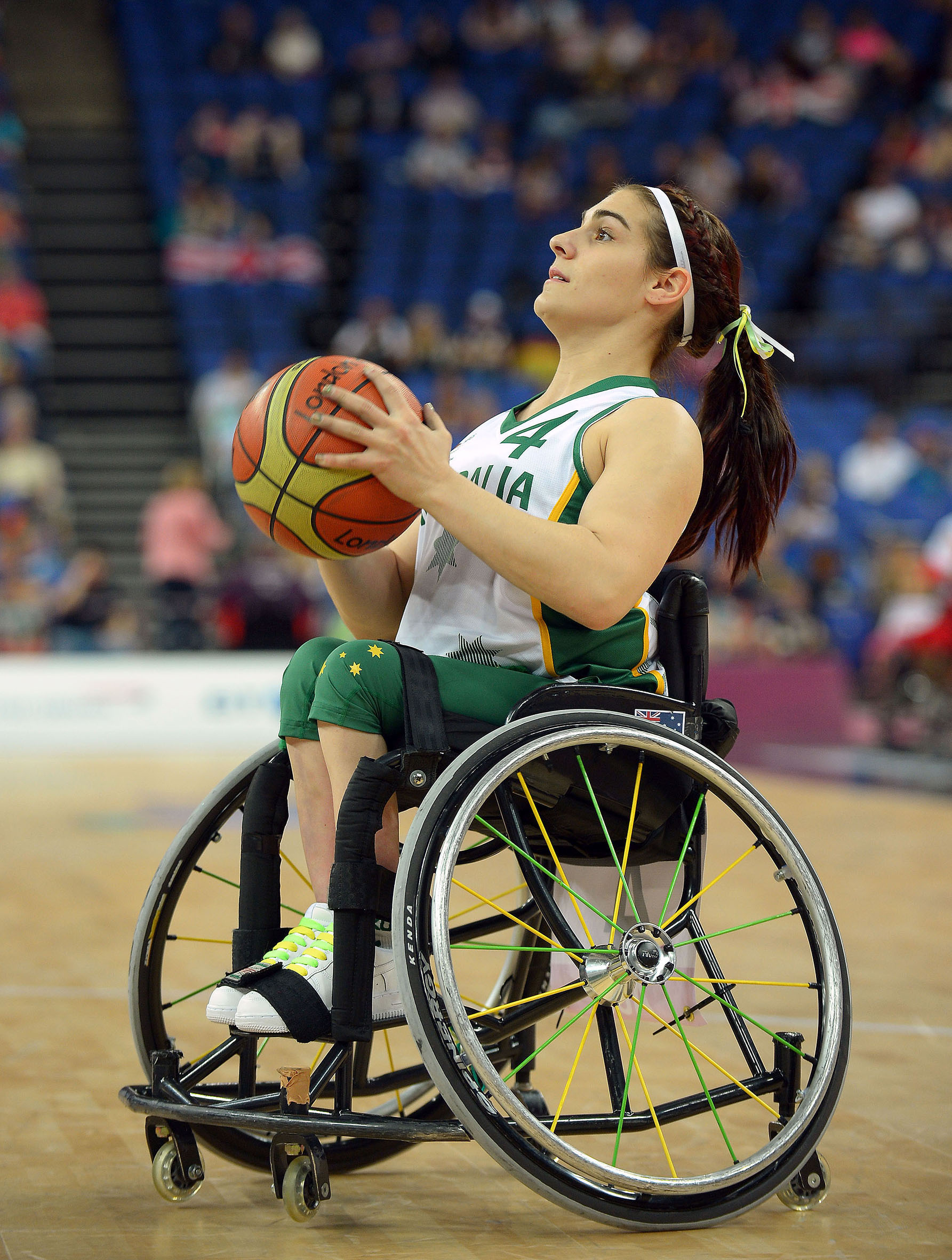
فينشي في أولمبياد لندن للمعاقين 2012

أختيرت فينشي للمشاركة في معسكر تدريبي للمنتخب الوطني في عام 2010، وظهرت لأول مرة مع المنتخب الوطني، المعروف عالميا باسم غلايدرز (الطائرات الشراعية)، في العام التالي، عندما لعبت في كأس أوساكا في اليابان. تنافست في بطولة آسيا وأوقيانوسيا الإقليمية 2011، وبطولة العالم تحت 25 سنة 2011، وكأس العالم للمعاقين 2012 BT، وتنافست في المباراة النهائية ضد ألمانيا.
وتم اختيار فينشي لتمثيل أستراليا في الألعاب البارالمبية الصيفية لعام 2012 في كرة السلة على الكراسي المتحركة. إذ كانت ألعاب لندن هي الأولى لها. وحضرت حفل وداع بارالمبي في مركز ولاية بيرث لكرة السلة في أواخر يوليو.
في مرحلة المجموعات، حقق منتخب أستراليا الوطني لكرة السلة على الكراسي المتحركة للسيدات في الألعاب البارالمبية الصيفية لعام 2012 انتصارات ضد البرازيل، وبريطانيا، وهولندا، لكنه خسر أمام كندا. كان هذا كافيا لدفع غلايدرز إلى ربع النهائي، حيث تغلبوا على المكسيك. ثم هزمن الولايات المتحدة بفارق نقطة لإقامة مواجهة نهائية مع ألمانيا. فخسر فريق غلايدرز أمام ألمانيا بـ 44-58، وحصل على ميدالية فضية.
في كأس أوساكا 2013 في اليابان، دافعت فينشي وفريقها بنجاح عن اللقب الذي سبق أن فازوا به في 2008 و2009 و2010 و2012. ومثلت أستراليا في بطولة العالم لكرة السلة على الكراسي المتحركة 2018 حيث احتل الفريق المركز التاسع. وفي دورة الألعاب البارالمبية طوكيو 2020، احتل فريق غلايدرز المركز التاسع بعد فوزه في مباراة التصنيف بـ 9-10.

## معرض الصور
- سارة فينشي، سيدني، يوليو 2013
- فينشي وزميلتها في الفريق خلال فترة استراحة عام 2012 في سيدني في يوليو 2012
- سارة فينشي من فريق كرة السلة على الكراسي المتحركة للسيدات في ويسترن ستارز. سيدني، 14 يوليو 2013

## وصلات خارجية
- Basketball Australia profile